# 파드마 비부샨

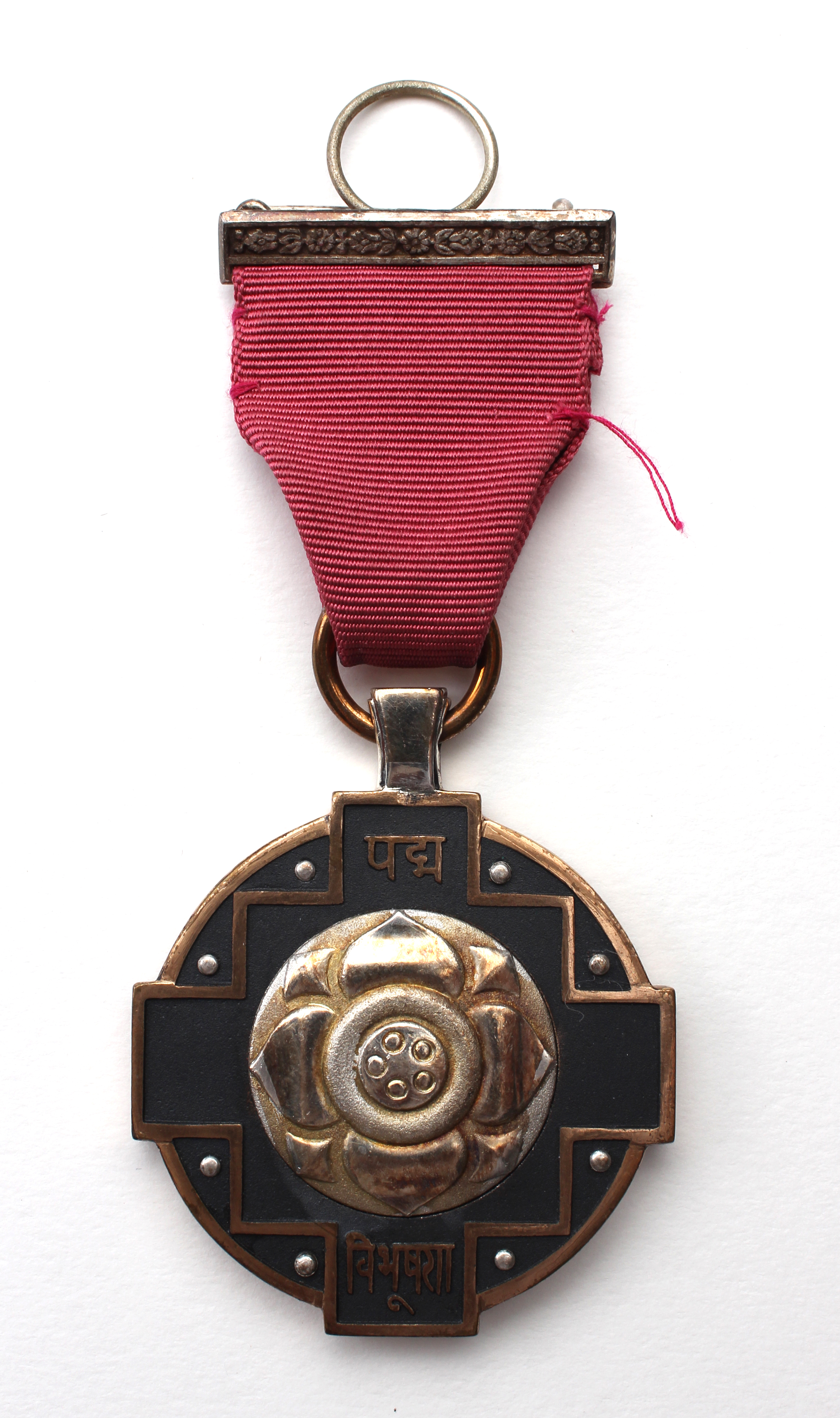

파드마 비부샨(Padma Vibhushan)은 인도의 훈장이다. 민간인에게 수훈하는 훈장으로는 2번째 격식을 가진다. 1954년 1월 2일에 제정된 이 상은 "특별하고 탁월한 서비스"에 수여된다. 인종, 직업, 직위, 성별의 구별이 없으며 모든 사람이 이 상을 받을 자격이 주어진다. 그러나 의사와 과학자를 제외하고 PSU와 함께 일하는 공무원을 포함한 공무원은 이 상을 받을 자격이 없다. 2020년 기준으로 17명의 사후 수상자와 21명의 비시민권자 등 총 314명이 수상했다.  매년 공화국의 날에 인도 정부에서 수여한다.